# Arne Feick
Arne Feick (* 1. April 1988 in Ost-Berlin) ist ein ehemaliger deutscher Fußballspieler.

## Karriere

### Im Verein
Der Linksverteidiger begann 1994 beim SV Mühlenbeck 47 mit dem Fußballspielen und wechselte 2000 zum SC Oberhavel Velten, wo er unter anderem gemeinsam mit Martin Männel zusammenspielte. Mit zwölf Jahren wechselte er gemeinsam mit Männel in die Jugendabteilung des damaligen Bundesligisten Energie Cottbus. Zur Saison 2005/06 gelang ihm der Sprung in die zweite Mannschaft, die in der damals viertklassigen Oberliga spielte. Der Mannschaft gelang der Aufstieg in die Regionalliga, allerdings wurde die Qualifikation zur neuen 3. Liga in der Saison 2007/08 deutlich verfehlt.
Im September 2006 unterschrieb Feick seinen ersten Profivertrag in Cottbus. Sein Bundesligadebüt gab er daraufhin am 26. November 2006 unter Trainer Petrik Sander, als er im Spiel gegen Bayer 04 Leverkusen in der 85. Minute für Daniel Ziebig eingewechselt wurde. Am 2. Dezember absolvierte Feick gegen Hannover 96 sein Debüt in der Startelf und wurde in der 90. Minute mit einer gelbroten Karte vom Platz gestellt. Weitere Erstligaeinsätze konnte er anschließend nicht mehr verzeichnen. In der Folgesaison 2007/08 wurde er nur in der zweiten Mannschaft eingesetzt.
Zur Saison 2008/09 wechselte Feick mit seinen Teamkollegen Martin Männel, Jan Hochscheidt und Marc Hensel zum FC Erzgebirge Aue in die 3. Liga und unterschrieb einen Zweijahresvertrag. Dort konnte er sich als Stammspieler etablieren und wurde mit zehn Toren bester Torschütze des Vereins.
Im Sommer 2009 verpflichtete ihn der Zweitligist Arminia Bielefeld; er erhielt einen bis 30. Juni 2012 gültigen Vertrag. Nach dem Abstieg der Arminia am Ende der Spielzeit 2010/11 wechselte Feick zum TSV 1860 München. In der Spielzeit 2011/12 kam er 20-mal zum Einsatz, wobei er von Ende November bis zum Ende der Winterpause verletzungsbedingt pausieren musste. In der Folgesaison war er nur Ergänzungsspieler, er kam neunmal in der 2. Bundesliga zum Einsatz. 18 Mal gehörte er zwar zum 18er-Kader, wurde allerdings nicht eingesetzt. Siebenmal spielte er in der Rückrunde für die zweite Mannschaft in der Regionalliga Bayern.
Nach zwei Jahren wechselte der Verteidiger im September 2013 zurück zu Arminia Bielefeld, die wieder in die zweite Liga aufgestiegen waren. Dort wurde er auf Anhieb zum Stammspieler und kam in 24 der verbleibenden 28 Partien zum Einsatz. Die Arminia stieg am Saisonende jedoch wieder ab, nachdem sie in der Relegation gegen den SV Darmstadt 98 gescheitert war.
Zur folgenden Saison 2014/15 wechselte Feick zum Zweitligisten VfR Aalen, den er zum Ende der Saison wieder verließ und beim Lokalrivalen 1. FC Heidenheim einen Vertrag unterschrieb. Am 29. Juli 2016 verlängerte er seinen Vertrag beim 1. FC Heidenheim bis 2020.
Nach Vertragsende wechselte Feick zu den Würzburger Kickers. Er erhielt einen Vertrag bis zum 30. Juni 2021 und absolvierte die folgende Saison als Stammspieler. Nach dem Abstieg der Würzburger im Sommer 2021 verließ er den Verein und beendete anschließend seine Profikarriere.
Im März 2025 debütierte Feick für den Bezirksligisten SC Peckeloh II aus Versmold.

### Nationalmannschaft
Feick durchlief von der U16 bis zur U20 die Junioren-Nationalmannschaften des DFB. Mit der U19 nahm er als Stammspieler an der U19-Europameisterschaft 2007 in Österreich teil, bei der sein Team nur knapp den Einzug ins Finale verpasste.